# برنيس ابوت
برنيس ابوت (بالإنجليزية: Berenice Abbott) (و. 1898 – 1991 م) هي مصورة من الولايات المتحدة الأمريكية ولدت في سبرينغفيلد، أوهايو.

## التعليم
تعلمت في جامعة ولاية أوهايو (1917–1918).

## مناصب وهيئات
تولت مناصب مان راي (1924–1926).

## روابط خارجية
- برنيس ابوت على موقع الموسوعة البريطانية (الإنجليزية)
- برنيس ابوت على موقع ميوزك برينز (الإنجليزية)
- برنيس ابوت على موقع ديسكوغز (الإنجليزية)